# Studs Terkel
Louis "Studs" Terkel  (16 de mayo de 1912 - 31 de octubre de 2008) fue un escritor, historiador, actor, y presentador de nacionalidad estadounidense. Recibió en 1985 el Premio Pulitzer por su libro The Good War, y es recordado por sus historias orales y por presentar durante largo tiempo un programa radiofónico en Chicago.

## Primeros años
Nacido en la ciudad de Nueva York, sus padres eran Samuel Terkel, un sastre judío ruso, y Anna Finkelin.  A los ocho años de edad la familia se mudó a Chicago, Illinois, donde pasó la mayor parte de su vida. Tenía dos hermanos, Ben (1907–1965) y Meyer (1905–1958).
Entre 1926 y 1936 sus padres dirigieron una casa de alquiler de habitaciones que también servía como centro de reuniones para gente de diferentes estratos sociales. Terkel decía que su comprensión de las interacciones sociales y humanas tenía su origen en las personas que se congregaban allí y en la cercana Bughouse Square. 
En 1939 se casó con Ida Goldberg (1912−1999), con la que tuvo un hijo, Dan. Aunque en 1934 se licenció en derecho en la Universidad de Chicago, en vez de ejercer su profesión quiso ser conserje de un hotel, entrando pronto a formar parte de un grupo teatral.

## Carrera
Terkel formó parte del Federal Writers' Project de la Works Progress Administration, trabajando en la radio, y con actividades que iban desde dar voz a soap operas, dar noticias generales y deportivas, presentar shows de grabaciones musicales y escribir guiones radiofónicos y anuncios publicitarios. Su bien conocido programa de radio, The Studs Terkel Program, se emitió en la WFMT de Chicago entre 1952 y 1997. El programa, de una hora de duración, se emitió de lunes a viernes durante los 45 años. En el mismo se entrevistaban a invitados tan diversos como Bob Dylan, Leonard Bernstein, Jean Shepherd, y Alexander Frey. A finales de la década de 1940 e inicios de la de 1950 Terkel fue también el personaje central de Studs' Place, un drama televisivo sobre el propietario de un greasy spoon de Chicago por el cual pasaban mucha gente famosa y de interés. Este show, junto con el de Marlin Perkins Zoo Parade, Garroway at Large y el programa infantil Kukla, Fran, and Ollie, son considerados ejemplos canónicos de la Escuela de Televisión de Chicago.
Terkel publicó su primer libro, Giants of Jazz, en 1956. A éste le siguieron otros muchos títulos, la mayor parte enfocados en la historia de la gente de Estados Unidos, basándose principalmente en la historia oral. También fue un distinguido erudito residente del Museo de Historia de Chicago. 
Además de escribir, Terkel actuó en el film Eight Men Out, basado en el Escándalo de los Medias Negras, interpretando en el mismo al reportero Hugh Fullerton, que intentaba descubrir los planes de los jugadores del Chicago White Sox para perder la Serie Mundial de 1919.
Terkel recibió su apodo mientras actuaba en una obra con otra persona también llamada Louis. Para que no hubiera confusión, el director de la producción le dio el mote Studs por el personaje sobre el cual Terkel estaba entonces leyendo - Studs Lonigan, de la trilogía de novelas de James T. Farrell.
Terkel fue aclamado por sus esfuerzos para conservar la historia oral estadounidense. Su libro de 1985 The Good War: An Oral History of World War Two, detallaba los sucesos en los que gente común se había visto envuelta durante la Segunda Guerra Mundial, ganando por ello el Premio Pulitzer. Para Hard Times: An Oral History of the Great Depression, Terkel recolectó experiencias de la Gran Depresión que abarcaban todo el espectro socioeconómico, desde los Okies (nativos de Oklahoma en la época) y los presidiarios a los ricos. Su obra de 1974 Working, dedicada a la gente y su trabajo, fue también bien acogida. Working fue el origen de un show de corta trayectoria representado en el circuito de Broadway en 1978 y emitido por televisión en 1982 por el Public Broadcasting Service.

## Últimos años
En 1997 Terkel fue elegido miembro de la Academia Estadounidense de las Artes y las Letras, y dos años más tarde recibió el Premio de Periodismo George Polk. En 2004 también fue galardonado con el Premio Elijah Parish Lovejoy y con un título honorario de LLD concedido por el Colby College de Waterville, Maine. 
En agosto de 2005 Terkel fue sometido con éxito a cirugía cardíaca, siendo con 93 años una de las personas más ancianas en ser sometida a este tipo de intervenciones quirúrgicas, resultando su recuperación óptima teniendo en cuenta su edad.
El 22 de mayo de 2006 Terkel, junto con otros demandantes, denunciaron a AT&T por considerar que la empresa de telecomunicaciones no debía dar grabaciones telefónicas de sus clientes a la Agencia de Seguridad Nacional sin previa orden judicial. La demanda fue desestimada por el Juez Matthew F. Kennelly el 26 de julio de 2006 por considerar que el "privilegio de secretos de estado" estaba diseñado para proteger a la seguridad nacional frente a la acción de los pleitos.
En 2006 Terkel recibió el primer Premio Literario de la Paz Dayton, concedido en su caso a toda su trayectoria.
En el otoño de 2007 Terkel publicó un libro de memorias personales titulado Touch and Go.
Terkel se describía como agnóstico, lo cual definía como un "ateo cobarde" en una entrevista en 2004 con Krista Tippett en el programa Speaking of Faith.
Una de las últimas entrevistas que concedió fue para el documental Soul of a People en el Canal Smithsonian, hablando sobre su participación en la Works Progress Administration.
Studs Terkel falleció en su domicilio en Chicago, Illinois, el 31 de octubre de 2008, a consecuencia de las complicaciones de una caída sufrida pocas semanas antes. Tenía 96 años de edad.

## Selección de sus trabajos
- Giants of Jazz (1957). ISBN 1-56584-769-5
- Division Street: America (1967) ISBN 0-394-42267-8
- Hard Times: An Oral History of the Great Depression (1970) ISBN 0-394-42774-2
- Working: People Talk About What They Do All Day and How They Feel About What They Do (1974).  ISBN 0394478845
- Talking to Myself: A Memoir of My Times (1977) ISBN 0-394-41102-1
- American Dreams: Lost and Found (1983)
- The Good War (1984) ISBN 0-394-53103-5
- Chicago (1986) ISBN 5-551-54568-7
- The Great Divide: Second Thoughts on the American Dream (1988)
- Race: What Blacks and Whites Think and Feel About the American Obsession (1992).  ISBN 978-1-56584-000-3
- Coming of Age: The Story of Our Century by Those Who’ve Lived It (1995) ISBN 1-56584-284-7
- My American Century (1997) ISBN 1-59558-177-4
- The Spectator: Talk About Movies and Plays With Those Who Make Them (1999) ISBN 1-56584-633-8
- Will the Circle Be Unbroken: Reflections on Death, Rebirth and Hunger for a Faith (2001) ISBN 0-641-75937-1
- Hope Dies Last: Keeping the Faith in Difficult Times (2003) ISBN 1-56584-837-3
- And They All Sang: Adventures of an Eclectic Disc Jockey (2005) ISBN 1-59558-003-4
- Touch and Go (2007) ISBN 1-59558-043-3
- P.S. Further Thoughts From a Lifetime of Listening (2008) ISBN 1-59558-423-4